# Nikolaj Koppel
Nikolaj Koppel (Gentofte, 6 de marzo de  1969) es un músico y periodista danés. Es hijo de los músicos Lone Koppel y John Winther. Realizó sus estudios en la Real Academia Danesa de Música, convirtiéndose en un talentoso músico en el año 1998, pero se retiró de la profesión tras dos años. Posteriormente se convirtió en periodista musical en Danmarks Radio, así como en editor de la revista Euroman. Desde 2005, volvió a la industria musical, con el cargo de director musical de los Jardines de Tivoli.
En televisión fue jurado en la edición de 2009 del talent show Talent (la versión danesa de Got Talent). Desde 2010 ha sido presentador en la radio DR P2, donde se le puede escuchar los domingos por la mañana.
El 4 de febrero de 2014 se anunció que la televisión pública danesa Danmarks Radio le había elegido para presentar el Festival de la Canción de Eurovisión 2014 junto a Lise Rønne y Pilou Asbæk.